# Hans Blumenberg
Hans Blumenberg (Lübeck, 13 de julio de 1920-Altenberge, Münster, 28 de marzo de 1996) fue un filósofo alemán.

## Biografía intelectual
Estudió Filosofía en Paderborn y en Fráncfort del Meno entre 1939 y 1941. Después de la guerra terminó sus estudios de filosofía, germanística y filología clásica en la universidad de Hamburgo. En 1950 obtuvo la habilitación a cátedra en Filosofía en la universidad de Kiel. Fue profesor en las universidades de Giessen (desde 1960), Bochum (desde 1965) y Münster (desde 1970), donde en 1985 pasó a ser profesor emérito.
Pensador de lo inconcebible, de la metaforología y de la dificultad del concepto desde una perspectiva fenomenológica y hermenéutica hasta ahora no transitadas, su obra, nacida de un íntimo cruce de filosofía y filología e intensamente penetrada por la cultura occidental, constituye con probabilidad la más importante discusión de ésta durante el último tercio del siglo XX.
«Tomada en consideración la vida en su conjunto, es una peculiaridad patológica plantear preguntas cuya respuesta —de ser posible— sería tan perjudicial para la vida como no responderlas. Sin embargo, quien se niega a responderlas, alegando que sólo se admiten aquellas preguntas para las que puede presentarse el método con que eliminarlas, no debe perder de vista que está dejando libre a otros el lugar que él rehúsa ocupar. Esto pueden permitírselo las teologías, y son capaces de hacerlo sólo porque integran en su sistema las respuestas denegadas, bajo la forma de reconocimiento del ocultamiento de Dios y de su reserva frente a la curiosidad humana; pero, en otros contextos, deja el remolino de un lugar vacante. Sin embargo, ¿se puede lograr, a pesar de que no se rehúsen las respuestas, que las perplejidades sean excepción?»
(H. B., "Introducción", La posibilidad de comprenderse, ed. esp., p. 25).
En 1980 le fue conferido el Sigmund-Freud-Preis für wissenschaftliche Prosa.

## Pensamiento
Creador de lo que se ha llamado metaforología, afirma que lo que se encuentra debajo de metáforas y modismos del lenguaje, es lo más cercano a la verdad y lo más alejado de las ideologías. En sus últimas obras y en especial en "La inquietud que atraviesa el río" (Die Sorge geht über den Fluss), Blumenberg intenta aprehender la realidad humana a través de sus metáforas y expresiones involuntarias. Estudia las anécdotas, aparentemente sin sentido, de la historia del pensamiento occidental y la literatura trazando un mapa de las expresiones, ejemplos y gestos que hubo en las discusiones de lo que se cree que son asuntos más importantes. 
Las interpretaciones de Blumenberg son extremadamente impredecibles y personales, llenas de señales, indicaciones e implicaciones, a veces irónicas. Por encima de todo, se trata de una advertencia en contra de la fuerza de la verdad revelada, y en favor de la belleza de un mundo en confusión.

## Ediciones en español
- La inquietud que atraviesa el río: un ensayo sobre la metáfora, trad. de Jorge Vigil, Barcelona, Península, 1992.
- Naufragio con espectador, trad. de Jorge Vigil, Madrid, Antonio Machado (Col. La balsa de la Medusa), 1995.
- La risa de la muchacha tracia: una protohistoria de la teoría, trad. de Teresa Rocha e Isidoro Reguera, Valencia, Pre-Textos, 1999.
- Las realidades en que vivimos, Barcelona, Paidós, 1999.
- La legibilidad del mundo, trad. de Pedro Madrigal, Barcelona, Paidós, 2000.
- Trabajo sobre el mito, trad. de Pedro Madrigal, Barcelona, Paidós, 2003.
- Paradigma para una metaforología, trad. de Jorge Pérez de Tudela, Madrid, Trotta, 2003.
- Conceptos en historias, Prólogo de César G. Cantón, trad. de C.G. Cantón y D. Innerarity, Madrid, Síntesis, 2003.
- El Mito y el Concepto de Realidad, trad. de C. Rubies, Barcelona, Herder, 2004.
- Salidas de caverna, trad. de Höhlenausgänge, Madrid, Antonio Machado, 2004.
- Tiempo de la vida y tiempo del mundo, trad. de M. Canet, Valencia, Pre-textos, 2007.
- La legitimación de la edad moderna, trad. de Pedro Madrigal, Valencia, Pre-textos, 2008.
- El hombre de la luna (Sobre Ernst Jünger), trad. de Pedro Madrigal, Valencia, Pre-textos, 2010.
- Descripción del ser humano, Buenos Aires, Fondo de Cultura Económica, 2011.
- Historia del espíritu de la técnica, trad. de Pedro Madrigal, Valencia, Pre-textos, 2013.
- La posibilidad de comprenderse. Obra póstuma (1997), trad. de César González, Prólogo de Daniel Innerarity, Madrid, Síntesis, 2002.
- Literatura, estética y nihilismo, edición de Alberto Fragio y Josefa Ros Velasco, traducciones de A. Fragio, César González Cantón, Pedro García-Durán y J. Ros Velasco, Madrid, Trotta, 2016.

Otras obras de importancia son: La génesis del mundo copernicano (Die Genesis der kopernikanischen Welt, 1975), Pasión según San Mateo (Matthäuspassion, 1993), y Teoría del mundo de la vida (Theorie der Lebenswelt, 2010)